# Luzula ecuadoriensis
Luzula ecuadoriensis är en tågväxtart som beskrevs av Henrik Balslev. Luzula ecuadoriensis ingår i Frylesläktet som ingår i familjen tågväxter. Inga underarter finns listade i Catalogue of Life.